# Strobel & Co Baumschulen

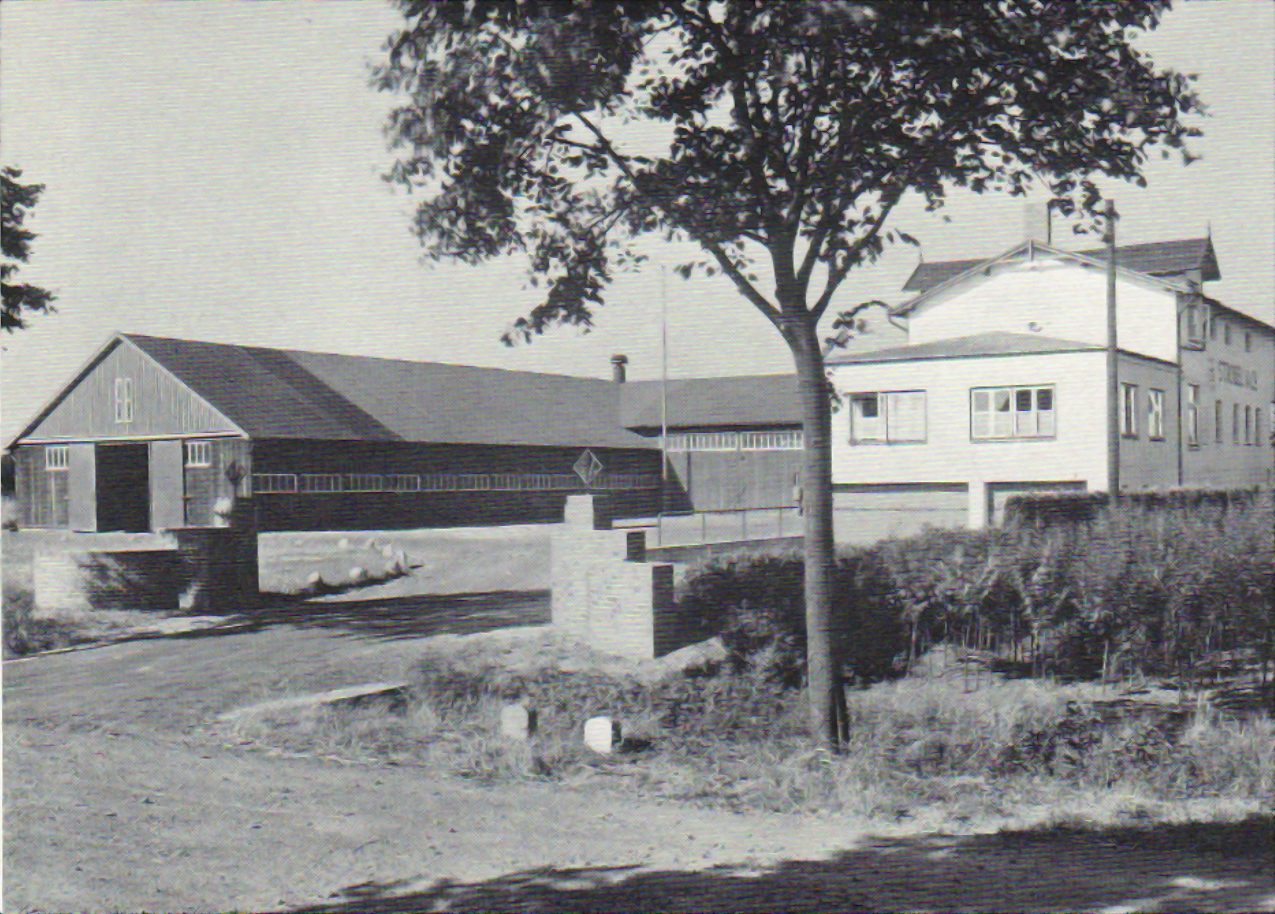
Strobel & Co Pinneberg Tree Nursery

Die Baumschule Strobel & Co. wurde 1927 als Großhandelsgärtnerei in Pinneberg gegründet und ging 1987 in die Firma BKN Strobel über. Als eine der ersten Baumschulen in Deutschland kultivierte sie Containerpflanzen und spezialisierte sich ab 1951 auf Rosen.

## Geschichte
Am 1. Januar 1927 gründete Gustav Strobel seine eigene Baumschule in Pinneberg durch den Kauf eines 1 ha großen Grundstücks am Wedeler Weg 62. Durch seine Tätigkeit in einer holländischen Exportbaumschule in Boskoop kannte er den deutschen Markt für Baumschulpflanzen. Die Baumschule Ernst Wohlt in der Nachbarschaft ergänzte das Sortiment der Baumschule. So kam es 1928 zur Gründung der gemeinsamen Baumschule Strobel & Co. In den Jahren 1934 bis 1937 wurde die Baumschule um die Versandgebäude am Wedeler Weg erweitert. 1944 erfolgte eine Umfirmierung in Firma Strobel & Wohlt.
Ab 1951 wurde Strobel & Wohlt Generalvertreter des französischen Rosenzüchters Meilland in Deutschland und entwickelte sich zu einer Spezialfirma für Rosenneuheiten. 1953 wurde die gemeinsame Firma laut Gesellschaftsvertrag aufgelöst. Ernst Wohlt führte seine Firma in Pinneberg unter eigenem Namen weiter. Gustav Strobel führte die Firma Strobel & Co im Wedeler Weg 62 weiter. Die Generalvertretung für französische Rosenneuheiten verblieb bei Strobel & Co. 
In Witten an der Ruhr wurde in den 1950er Jahren eine Niederlassung der Firma Strobel & Co als Vertriebsstelle für die eigene Produktion gegründet. Ab 1963 gehörte Strobel & Co zu den Pionieren in Deutschland, die nach amerikanischem Vorbild Containerpflanzen kultivierten. Diese Pflanzen ermöglichten einen fast ganzjährigen Verkauf von Baumschulpflanzen. Dadurch konnten neue Absatzkanäle wie Kaufhäuser und die neuen Baumärkte als Kunden gewonnen werden. Ab den 1970er Jahren übernahm Klaus Jürgen Strobel die Geschäftsführung.
All diese Maßnahmen machten Strobel & Co 1969 zu einer bedeutenden Baumschule im Pinneberger Baumschulgebiet mit über 100 ganzjährig Beschäftigten.
Eine Schwachstelle war die Vertriebsstruktur. Ein erheblicher Teil des Umsatzes wurde über Vertreter abgewickelt. 1982 verkaufte Klaus Jürgen Strobel die Firma Strobel & Co mit allen Aktiva und Passiva an die Firma BKN in Rellingen. Als Folge dieses Verkaufs wurden alle Vertreterverträge durch die neuen Eigentümer gekündigt. Klaus Jürgen Strobel übernahm in den folgenden Jahren im Unternehmen die Aufgabe des Produktmanagers für Rosen.
1987 wurde die Firma in BKN Strobel umbenannt.